# Bristol Centaurus
Le Bristol Centaurus est l’ultime développement de la série de moteurs radiaux à soupapes à manchons construits par la Bristol Aeroplane Company. Le Centaurus est un 18 cylindres sur deux rangées, une disposition aussi appelée « double étoile ». Il a atteint finalement la puissance de plus de 3 000 ch (2 200 kW). Ce moteur est entré en service à la fin de la Seconde Guerre mondiale. Il fut l’un des moteurs à pistons d’avion les plus puissants à voler. Le Royal Navy Historic Flight exploite un Hawker Sea Fury, propulsé par un moteur Bristol Centaurus.

## Conception
L'étude du Centaurus fut lancée dès la mise en production du moteur en étoile Bristol Hercules à 14 cylindres. Ce fut auparavant le moteur Bristol Perseus qui contribua aux premiers développements des soupapes à chemise louvoyante.

## Applications
- Airspeed AS.57 Ambassador
- Blackburn Beverley
- Blackburn Firebrand
- Blackburn B-48 Firecrest
- Breda-Zappata BZ.308
- Bristol Brabazon
- Bristol Brigand
- Bristol Buckingham
- Bristol Buckmaster
- Fairey Spearfish
- Folland Fo.108 (banc d'essai volant pour divers moteurs)
- Hawker Fury et Hawker Sea Fury
- Hawker Tempest
- Hawker Tornado
- Short Shetland
- Short Solent
- Vickers Warwick

## Moteurs exposés
Des moteurs Bristol Centaurus conservés sont exposés au public dans les musées suivants :
- Aerospace Museum of California de North Highlands
- Fleet Air Arm Museum de RNAS Yeovilton (HMS Heron)
- Imperial War Museum de Duxford
- Science Museum de Londres
- Midland Air Museum de Coventry
- Shuttleworth Collection à Old Warden
- Dumfries and Galloway Aviation Museum
- Musée de l'air et de l'espace de San Diego